# Iridopsis panopla
Iridopsis panopla là một loài bướm đêm trong họ Geometridae.